# Eulalius
Eulalius († 423) war ein Gegenbischof (später als Gegenpapst bezeichnet), der von 418 bis 419 gleichzeitig mit Bonifatius I. regierte. Vor seiner Wahl war er Archipresbyter am Lateran.

## Leben
Er wurde am 27. Dezember 418 von einem Teil des römischen Klerus als Nachfolger von Bischof Zosimus gewählt, einen Tag später von der Mehrheit Bonifatius. Nachdem Eulalius von Kaiser Honorius als rechtmäßiger Bischof bestätigt wurde, musste Bonifatius Rom verlassen. Auf Drängen der Anhänger von Bonifatius berief der Kaiser eine Synode ein, die aber zu keiner Einigung der Bischöfe führte. Daraufhin kehrte Eulalius nach Rom zurück. Infolgedessen wurde Bonifatius vom Kaiser als Bischof bestätigt. Eulalius musste am 29. April 419 aus Rom nach Antium fliehen. Nach dem Tod von Bonifatius 422 machten Eulalius' Anhänger Versuche, ihn wiederum als Gegenbischof aufzustellen, was an seiner Ablehnung scheiterte.